# Grijze korstspons
De grijze korstspons of gele aderspons (Mycale (Carmia) micracanthoxea) is een korstvormende sponssoort in de taxonomische indeling van de gewone sponzen (Demospongiae). De spons behoort tot het geslacht Mycale en behoort tot de familie Mycalidae. De wetenschappelijke naam van de soort werd in 1977 voor het eerst geldig gepubliceerd door Buizer & van Soest.

## Beschrijving
In 1953 werd in de Westerschelde, bij Vlissingen, voor het eerst in Nederland aangetroffen. Waarschijnlijk is hij per ongeluk aangevoerd met oesters uit zuidelijker streken. Sindsdien heeft hij zich uitgebreid en komt nu in grote delen van de Oosterschelde en het Grevelingenmeer voor. De grijze korstspons is enkele tientallen decimeters groot en groeit als een laagje (max. 2 cm) over een harde ondergrond. Het lichaam van de spons bestaat uit kiezelnaalden en sponginevezels. Door de naar buiten stekende skeletnaalden voelt het oppervlak ruw aan. De kleur is grijsgeel, grauwbruin of oranje.